# Електронно-променеве плавлення

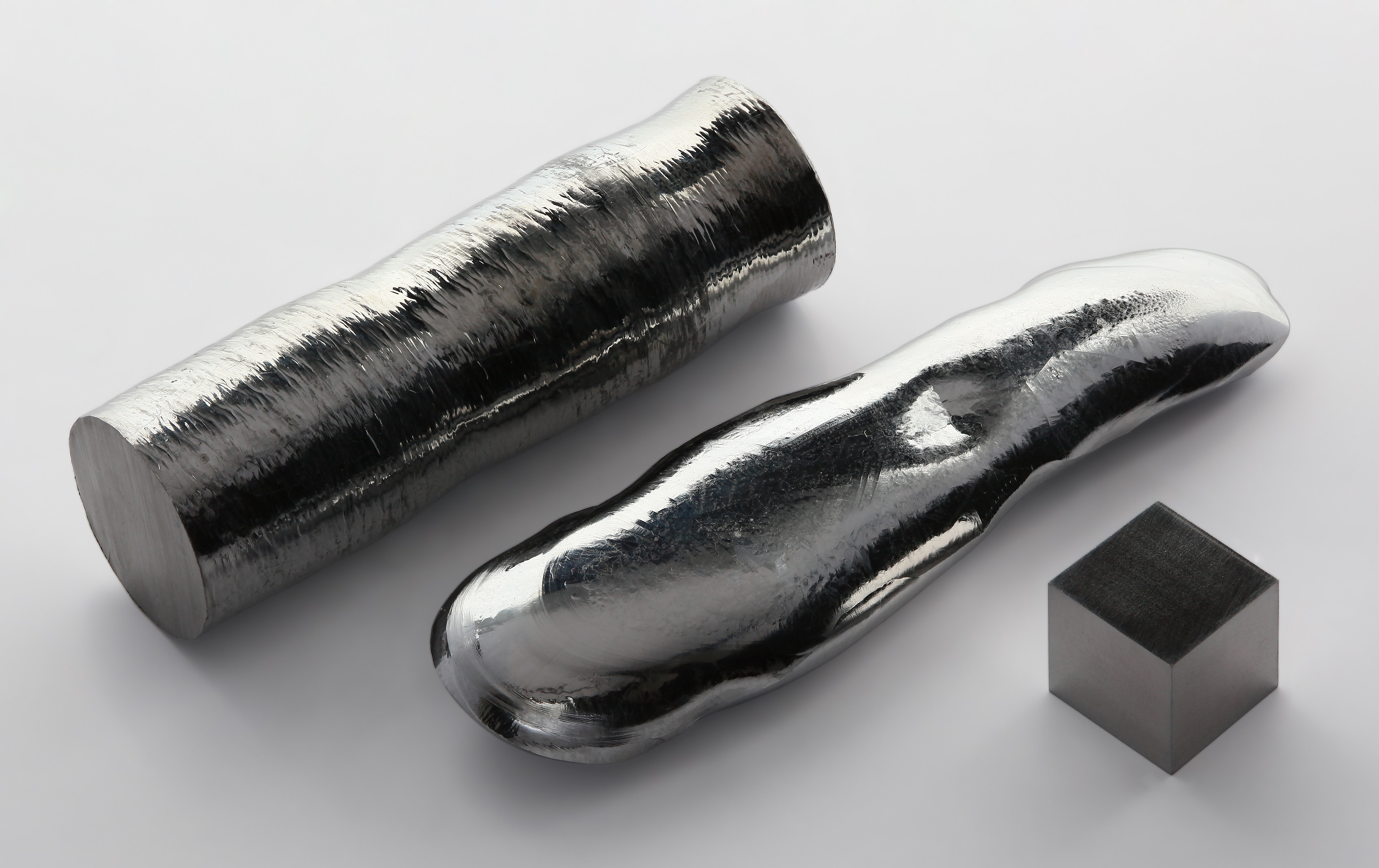
Монокристал рутенію високої чистоти (99.999 %) отриманий методом зонної очистки, по центру шматок рутенію, отриманий методом Електронно-променевого плавлення (99.995 %) і куб рутенію 1 cm^{3} з високою чистотою (99.99 % = 4N) для порівняння.

Електро́нно-промене́ве пла́влення (англ. electron beam melting, EMB) — плавлення металів і сплавів у високовакуумній печі, в якій нагрівання відбувається за рахунок перетворення кінетичної енергії прискорених в електростатичному полі електронів у теплову енергію при їх ударі об поверхню об'єкта, що нагрівається. При цьому використовуються такі особливості електронно-променевої обробки, як висока питома потужність у робочій зоні та наявність вакууму, що дозволяють видаляти гази в ході плавки.
Застосовується при плавці особливо чистих матеріалів, наприклад, сталей чи титану, і матеріалів, стійких до високої температури та з високою хімічною активністю. При електронно-променевій плавці забруднення матеріалу сторонніми домішками є практично відсутнє. Завдяки наявності високого вакууму є можливість видалення домішок з матеріалу. Легкість керування потужністю електронного пучка дозволяє використовувати різноманітні режими плавки. Електронно-променева плавка, що здійснюється у глибокому вакуумі, є одним з перспективних методів переплавлення дорогоцінних металів і сплавів з високими температурами плавлення, особливо для зонної пірометалургійної перекристалізації платини та металів платинової групи. Електронно-променева плавка у вакуумі дає можливість очищати тугоплавкі метали ніобій, тантал, молібден, вольфрам, реній.
Промислові електронно-променеві плавильні печі мають потужність, що перевищує 200 кВт й видають виливки довжиною до декількох метрів і масою до декількох тонн. У порівнянні з плавкою у дугових печах електронно-променеві технології дають менше шкідливих викидів в атмосферу і характеризуються меншим споживанням електроенергії.
Електронно-променеве плавлення знайшло застосування і у технологіях адитивного виробництва на основі 3D-друку з використанням порошкових металевих (титанових) сплавів для виготовлення медичних імплантатів, протезів та деталей для аерокосмічної галузі.